# Riad Bajić
Riad Bajić (Sarajevo, 6 maggio 1994) è un calciatore bosniaco, attaccante dell'Ankaragücü.

## Caratteristiche tecniche
Centravanti mancino, abile nel gioco aereo e forte fisicamente è dotato di una discreta tecnica di base, buon finalizzatore. È in grado di svariare lungo tutto il fronte d'attacco.

## Carriera

### Club

#### Gli inizi allo Željezničar, Konyaspor e Udinese
Cresce calcisticamente nelle giovanili dello Fudbalski Klub Željezničar per poi debuttare in prima squadra. Il 30 giugno 2015 realizza una doppietta al Balzan (0-2), sfida valida per l'UEFA Europa League 2015-2016.
L'8 agosto 2015 si trasferisce ai turchi del Konyaspor, dove firma un contratto triennale, con il cartellino valutato un milione di euro. Nella stagione 2016-2017 realizza venti gol complessivi, di cui diciassette in Süper Lig.
Il 1º agosto 2017 il Konyaspor annuncia l'accordo con l'Udinese per il trasferimento del giocatore in Italia. Tre giorni dopo i friulani confermano l'acquisto per 5,5 milioni di euro, con la firma di un contratto quinquennale.

#### Prestiti a İstanbul Başakşehir, Konyaspor, Ascoli e Brescia
Il 20 gennaio 2018 viene ceduto a titolo temporaneo all'İstanbul Başakşehir. Il 13 giugno, dopo nove presenze con tre reti segnate, il prestito viene prolungato per un'altra stagione.
Il 19 giugno 2019 viene ceduto nuovamente in prestito in Turchia, questa volta al Konyaspor, club in cui aveva militato prima di andare a Udine.
Il 24 settembre 2020 viene ceduto a titolo temporaneo all'Ascoli dove realizza 12 reti in 34 partite.
Il 5 luglio 2021 viene ceduto in prestito al Brescia. Con le Rondinelle va a segno sia nel debutto stagionale in Coppa Italia a Crotone, che in campionato, in casa della Ternana, realizzando in questo caso una doppietta.

#### Giresunspor e Ankaragücü
Il 16 luglio 2022 viene ceduto a titolo definitivo al Giresunspor.
Dopo una stagione condita da 14 reti in 34 presenze, si trasferisce all'Ankaragücü.

### Nazionale
Bajić ha giocato in alcune delle nazionali giovanili bosniache per l'Under-19 e anche per l'Under-21.
Nel settembre 2015, viene convocato per la prima volta dal CT Mehmed Baždarević in nazionale maggiore, per le sfide di qualificazione a Euro 2016 contro Galles e Cipro, tuttavia senza mai scendere in campo. Nel marzo del 2017 viene convocato nuovamente per la partita contro Gibilterra valida per le qualificazioni al mondiale 2018 e per l'amichevole contro l'Albania. Ed è contro Gibilterra il 25 marzo che fa il suo debutto in nazionale, nella partita contro Gibilterra entrando al 75' al posto di Avdija Vršajević.

## Statistiche

### Presenze e reti nei club
Statistiche aggiornate al 26 maggio 2024.
| Stagione                   | Squadra                    | Campionato                 | Campionato | Campionato | Coppa nazionali | Coppa nazionali | Coppa nazionali | Coppe continentali | Coppe continentali | Coppe continentali | Altre coppe | Altre coppe | Altre coppe | Totale | Totale |
| Stagione                   | Squadra                    | Comp                       | Pres       | Reti       | Comp            | Pres            | Reti            | Comp               | Pres               | Reti               | Comp        | Pres        | Reti        | Pres   | Reti   |
| -------------------------- | -------------------------- | -------------------------- | ---------- | ---------- | --------------- | --------------- | --------------- | ------------------ | ------------------ | ------------------ | ----------- | ----------- | ----------- | ------ | ------ |
| 2012-2013                  | Željezničar                | PL                         | 18         | 3          | CB              | 5               | 2               | UCL                | 5                  | 1                  | -           | -           | -           | 28     | 6      |
| 2013-2014                  | Željezničar                | PL                         | 29         | 15         | CB              | 2               | 1               | UCL                | 7                  | 2                  | -           | -           | -           | 38     | 18     |
| 2014-2015                  | Željezničar                | PL                         | 31         | 20         | CB              | 2               | 1               | UCL                | 0                  | 0                  | -           | -           | -           | 33     | 21     |
| Totale Željezničar         | Totale Željezničar         | Totale Željezničar         | 78         | 38         |                 | 9               | 4               |                    | 12                 | 3                  |             | -           | -           | 99     | 45     |
| 2015-2016                  | Konyaspor                  | SL                         | 32         | 5          | CT              | 11              | 4               | -                  | -                  | -                  | -           | -           | -           | 43     | 9      |
| 2016-2017                  | Konyaspor                  | SL                         | 32         | 17         | CT              | 10              | 3               | UEL                | 6                  | 0                  | -           | -           | -           | 48     | 20     |
| 2017-gen. 2018             | Udinese                    | A                          | 5          | 0          | CI              | 2               | 0               | -                  | -                  | -                  | -           | -           | -           | 7      | 0      |
| gen.-giu. 2018             | İstanbul Başakşehir        | SL                         | 9          | 3          | CT              | 0               | 0               | UCL+UEL            | 0                  | 0                  | -           | -           | -           | 9      | 3      |
| 2018-2019                  | İstanbul Başakşehir        | SL                         | 32         | 16         | CT              | 1               | 0               | UEL                | 2                  | 0                  | -           | -           | -           | 36     | 16     |
| Totale İstanbul Başakşehir | Totale İstanbul Başakşehir | Totale İstanbul Başakşehir | 41         | 19         |                 | 1               | 0               |                    | 2                  | 0                  |             | -           | -           | 44     | 19     |
| 2019-2020                  | Konyaspor                  | SL                         | 27         | 14         | CT              | 1               | 0               | -                  | -                  | -                  | -           | -           | -           | 28     | 14     |
| Totale Konyaspor           | Totale Konyaspor           | Totale Konyaspor           | 91         | 36         |                 | 22              | 7               |                    | 6                  | 0                  |             | -           | -           | 119    | 43     |
| 2020-2021                  | Ascoli                     | B                          | 34         | 12         | CI              | 0               | 0               | -                  | -                  | -                  | -           | -           | -           | 34     | 12     |
| 2021-2022                  | Brescia                    | B                          | 29         | 3          | CI              | 1               | 1               | -                  | -                  | -                  | -           | -           | -           | 30     | 4      |
| 2022-2023                  | Giresunspor                | SL                         | 34         | 14         | CT              | 1               | 0               | -                  | -                  | -                  | -           | -           | -           | 35     | 14     |
| 2023-2024                  | Ankaragücü                 | SL                         | 24         | 4          | CT              | 3               | 1               | -                  | -                  | -                  | -           | -           | -           | 27     | 5      |
| Totale carriera            | Totale carriera            | Totale carriera            | 336        | 126        |                 | 39              | 13              |                    | 20                 | 3                  |             | -           | -           | 395    | 142    |

### Cronologia presenze e reti in nazionale
| Cronologia completa delle presenze e delle reti in nazionale ― Bosnia ed Erzegovina | Cronologia completa delle presenze e delle reti in nazionale ― Bosnia ed Erzegovina | Cronologia completa delle presenze e delle reti in nazionale ― Bosnia ed Erzegovina | Cronologia completa delle presenze e delle reti in nazionale ― Bosnia ed Erzegovina | Cronologia completa delle presenze e delle reti in nazionale ― Bosnia ed Erzegovina | Cronologia completa delle presenze e delle reti in nazionale ― Bosnia ed Erzegovina | Cronologia completa delle presenze e delle reti in nazionale ― Bosnia ed Erzegovina | Cronologia completa delle presenze e delle reti in nazionale ― Bosnia ed Erzegovina |
| Data                                                                                | Città                                                                               | In casa                                                                             | Risultato                                                                           | Ospiti                                                                              | Competizione                                                                        | Reti                                                                                | Note                                                                                |
| ----------------------------------------------------------------------------------- | ----------------------------------------------------------------------------------- | ----------------------------------------------------------------------------------- | ----------------------------------------------------------------------------------- | ----------------------------------------------------------------------------------- | ----------------------------------------------------------------------------------- | ----------------------------------------------------------------------------------- | ----------------------------------------------------------------------------------- |
| 25-3-2017                                                                           | Zenica                                                                              | Bosnia ed Erzegovina                                                                | 5 – 0                                                                               | Gibilterra                                                                          | Qual. Mondiali 2018                                                                 | -                                                                                   | 75’                                                                                 |
| 28-3-2017                                                                           | Elbasan                                                                             | Albania                                                                             | 1 – 2                                                                               | Bosnia ed Erzegovina                                                                | Amichevole                                                                          | -                                                                                   | 59’                                                                                 |
| 3-9-2017                                                                            | Faro                                                                                | Gibilterra                                                                          | 0 – 4                                                                               | Bosnia ed Erzegovina                                                                | Qual. Mondiali 2018                                                                 | -                                                                                   | 79’                                                                                 |
| 27-3-2018                                                                           | Le Havre                                                                            | Senegal                                                                             | 0 – 0                                                                               | Bosnia ed Erzegovina                                                                | Amichevole                                                                          | -                                                                                   | 69’                                                                                 |
| 1-6-2018                                                                            | Jeonju                                                                              | Corea del Sud                                                                       | 1 – 3                                                                               | Bosnia ed Erzegovina                                                                | Amichevole                                                                          | -                                                                                   | 60’                                                                                 |
| 8-9-2018                                                                            | Belfast                                                                             | Irlanda del Nord                                                                    | 1 – 2                                                                               | Bosnia ed Erzegovina                                                                | UEFA Nations League 2018-2019 - 1º turno                                            | -                                                                                   | 83’                                                                                 |
| 11-9-2018                                                                           | Zenica                                                                              | Bosnia ed Erzegovina                                                                | 1 – 0                                                                               | Austria                                                                             | UEFA Nations League 2018-2019 - 1º turno                                            | -                                                                                   | 90+3’                                                                               |
| 11-10-2018                                                                          | Rize                                                                                | Turchia                                                                             | 0 – 0                                                                               | Bosnia ed Erzegovina                                                                | Amichevole                                                                          | -                                                                                   | 46’                                                                                 |
| 18-11-2018                                                                          | Las Palmas                                                                          | Spagna                                                                              | 1 – 0                                                                               | Bosnia ed Erzegovina                                                                | Amichevole                                                                          | -                                                                                   | 81’                                                                                 |
| 8-6-2019                                                                            | Tampere                                                                             | Finlandia                                                                           | 2 – 0                                                                               | Bosnia ed Erzegovina                                                                | Qual. Euro 2020                                                                     | -                                                                                   | 69’                                                                                 |
| 8-9-2019                                                                            | Erevan                                                                              | Armenia                                                                             | 4 – 2                                                                               | Bosnia ed Erzegovina                                                                | Qual. Euro 2020                                                                     | -                                                                                   | 85’                                                                                 |
| 15-10-2019                                                                          | Atene                                                                               | Grecia                                                                              | 2 – 1                                                                               | Bosnia ed Erzegovina                                                                | Qual. Euro 2020                                                                     | -                                                                                   | 71’                                                                                 |
| Totale                                                                              |                                                                                     | Presenze                                                                            | 12                                                                                  |                                                                                     | Reti                                                                                | 0                                                                                   |                                                                                     |

## Palmares

### Club
- Coppa di Turchia: 1

Konyaspor: 2016-2017

### Individuale
- Capocannoniere Premijer Liga: 1

2014-2015 (15 reti)